# هانز فيسر
هانز فيسر (بالهولندية: Hans Visser)‏ (17 ديسمبر 1966 بألكمار في هولندا - ) هو مدرب كرة قدم ولاعب كرة قدم هولندي في مركز الوسط. لعب مع إي زد ألكمار وفيتيسه آرنهم ونادي أوترخت ونادي غرونينغن وK.R.C. Zuid-West-Vlaanderen ‏ وMVV Maastricht ‏.